# Vrije associatie
Een vrije associatie is een zeer los staatsverband van meerdere soevereine staten.
De term vrije associatie is een vlag die vele ladingen dekt. Telkens gaat het wel over een los verband. Samenwerking is een mogelijk wezenskenmerk. Ook diplomatieke eenheid is een mogelijkheid. Soms kan het gaan om de bevoegdheid van een lidstaat die uitgevoerd wordt door een andere.
Zo vormen Nieuw-Zeeland en Niue een vrije associatie. Hierbij oefent Nieuw-Zeeland op vraag van Niue hun gezamenlijke buitenlandse politiek uit.
Soms kan het gaan om zuiver confederalisme, zoals het plan van de Baskische minister-president Juan José Ibarretxe beoogde met Spanje.